# Stern John
Stern John   (Illa de Trinitat, 30 d'octubre de 1976) és un exfutbolista de Trinitat i Tobago de la dècada de 2000.
Fou 115 cops internacional amb la selecció de Trinitat i Tobago.
Pel que fa a clubs, destacà a Columbus Crew, Bristol City FC, Nottingham Forest FC, Birmingham City FC, Sunderland AFC, Southampton FC, Crystal Palace FC, Coventry City FC i Derby County FC.